# Al Oeste de Río Grande
Al Oeste de Río Grande ist ein im deutschen Sprachraum nicht gezeigter Italowestern, der fast zehn Jahre nach dem Abebben des Genre-Höhepunktes entstand. Er wird als einer der schlechtesten Filme des Genres angesehen.

## Handlung
Nach dem Ende des Bürgerkrieges führen Streitigkeiten zwischen ehemaligen Nord- und Südstaatlern immer wieder zu Gewaltausbrüchen. Als der Trapper Alfredo Sanchez von einem Baumstamm eingeklemmt wird und das nahe Wasser ihn langsam zu umschließen droht, sucht seine Frau nach Hilfe, um ihn zu befreien und gerät dabei zwischen verfeindete Gruppen und trifft auf zahlreiche bemerkenswerte Menschen: hängende Richter, einsame Reiter, skrupellose Banditen, Indianerhasser, Kopfgeldjäger.

## Kritik
Der Film ist kaum aufzufinden, wird aber von Fans als einer schlechtesten je produzierten Filme des Genres Italowestern angesehen.